# Martin Zürcher
Martin Zürcher (* 19. Februar 1982 in Bern) ist ein Schweizer Schauspieler.

## Leben
Zürcher absolvierte eine Schauspielausbildung an der European Film Actor School in Zürich (2004–2007). Bereits während seiner Ausbildung wirkte er in mehreren Theaterinszenierungen mit. Unter anderem spielte er den Dichter Trigorin in Tschechows Schauspiel Die Möwe und wirkte in dem Musical Linie 1 in verschiedenen Rollen mit. Im April/Mai 2009 spielte er in Bern bei der Jungen Theaterfabrik Bern eine der drei Hauptrollen in dem Bühnenstück Kunst. Im November/Dezember 2009 übernahm er in Bern beim Theaterprojekt Worb die Rolle des Gregor in der Erfolgskomödie Ladies Night von Stephen Sinclair und Anthony McCarten.
Zürcher wirkte auch in mehreren Kurzfilmen und in Fernsehserien mit. 2008 war er in der RTL-Daily Soap Unter uns in mehreren Folgen in der Rolle des Ted Breitner zu sehen: Er spielte einen alten Bekannten der Serienfigur Anna Weigel, der mit Drogen dealt und Anna in Schwierigkeiten bringt.
In der Jugendserie Das Haus Anubis übernahm er von November 2010 bis Februar 2011 die Rolle Benny Schäfer. Er verkörpert den Sohn der Serienrolle Rosie Schäfer, der Nina gewaltig den Kopf verdreht.

## Theaterrollen
- 2001: Wer hat den Weihnachtsmann gekillt
- 2004: Jeder für sich
- 2005: Die Möwe
- 2005: Linie 1
- 2007: Nachtblind
- 2009: Kunst
- 2009: Ladies Night
- 2014: Peng! Du bist tot!
- 2014: 1476

## Filmografie (Auswahl)
- 2006: Weicheier und Extrawürste
- 2007: Das Haus am Waldesrand
- 2007: Stillstand
- 2008: Aktenzeichen XY … ungelöst (TV-Serie)
- 2008: Unter uns
- 2010: Aktenzeichen XY … ungelöst (TV-Serie)
- 2011: Aktenzeichen XY … ungelöst (TV-Serie)
- 2010–2011: Das Haus Anubis
- 2016: Die Rosenheim-Cops – Folge 344: Kampf um die Krone
- 2016: Die Rosenheim-Cops – Folge 345: Bergab in den Tod